# Дуб Шевченка (Шевченків дуб)
Дуб Шевченка (Шевченків дуб) — ботанічна пам'ятка природи місцевого значення, знаходиться в Подільському районі м. Києва на перетині вулиць Вишгородської та Білицької на території парку«Березовий гай». Заповідана у грудні 2010 року (рішення Київради від 23.12.2010 № 415/5227). За легендою під цим дубом Тарас Шевченко любив відпочивати. Хата на Пріорці, в який поет прожив два тижня в серпні 1859 року перед від'їздом в Петербург, знаходиться неподалік.

## Опис
Віковий дуб являє собою дуб звичайний віком близько 300 років. Висота дерева 15 м, на висоті 1,3 м це дерево має 4,5 м в охопленні.

## Галерея

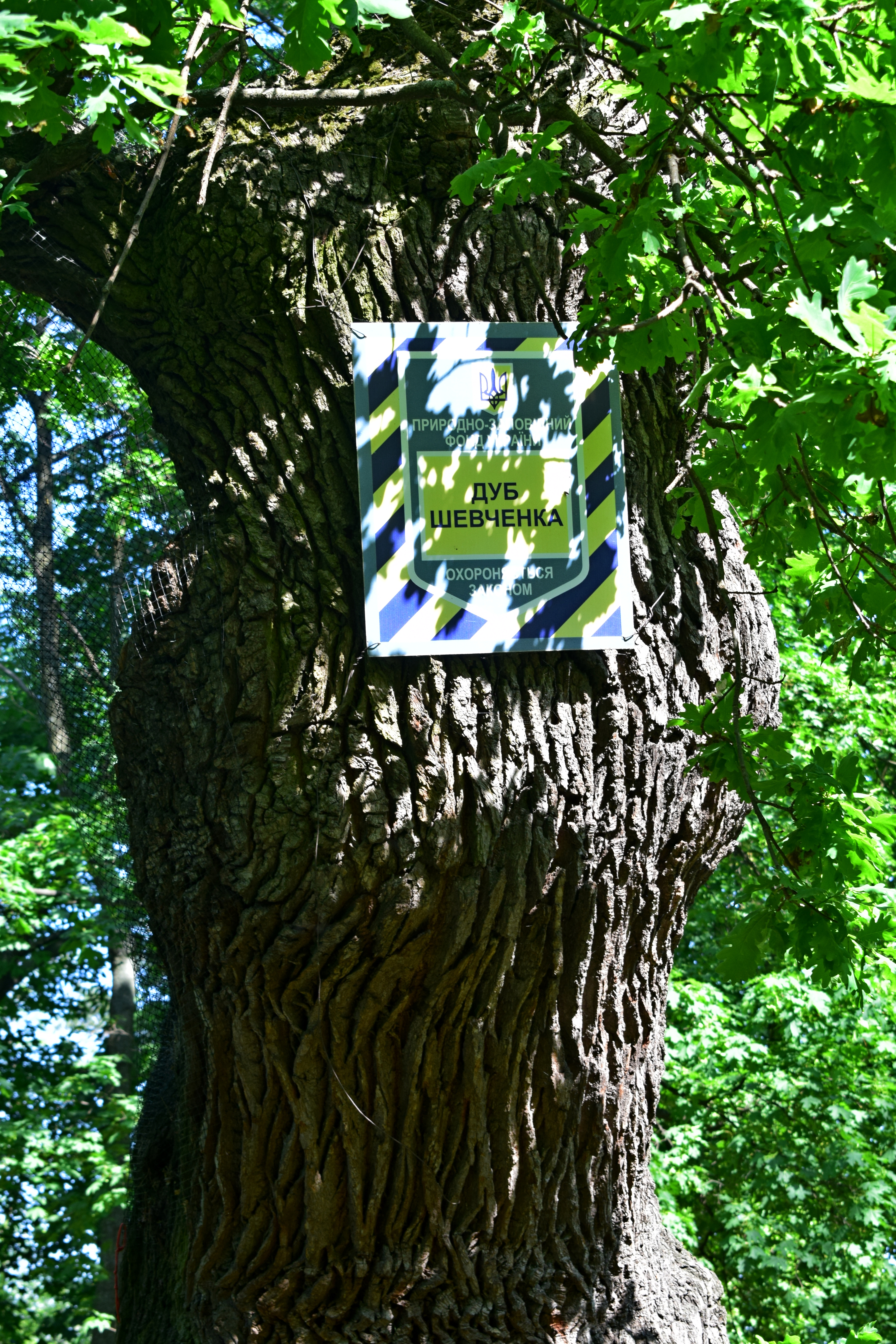
Дуб Шевченка (травень 2018)
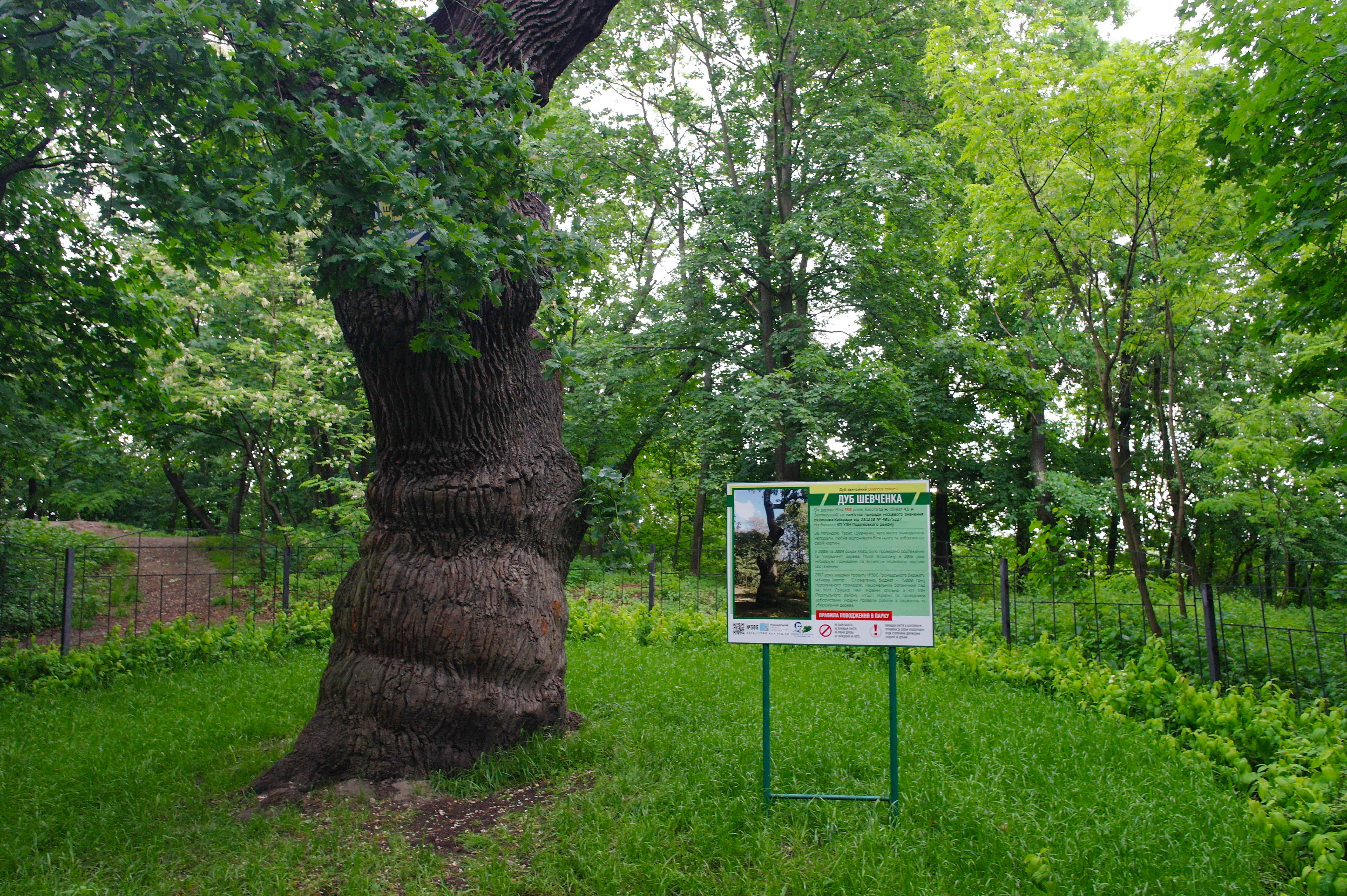
Дуб Шевченка (травень 2018)
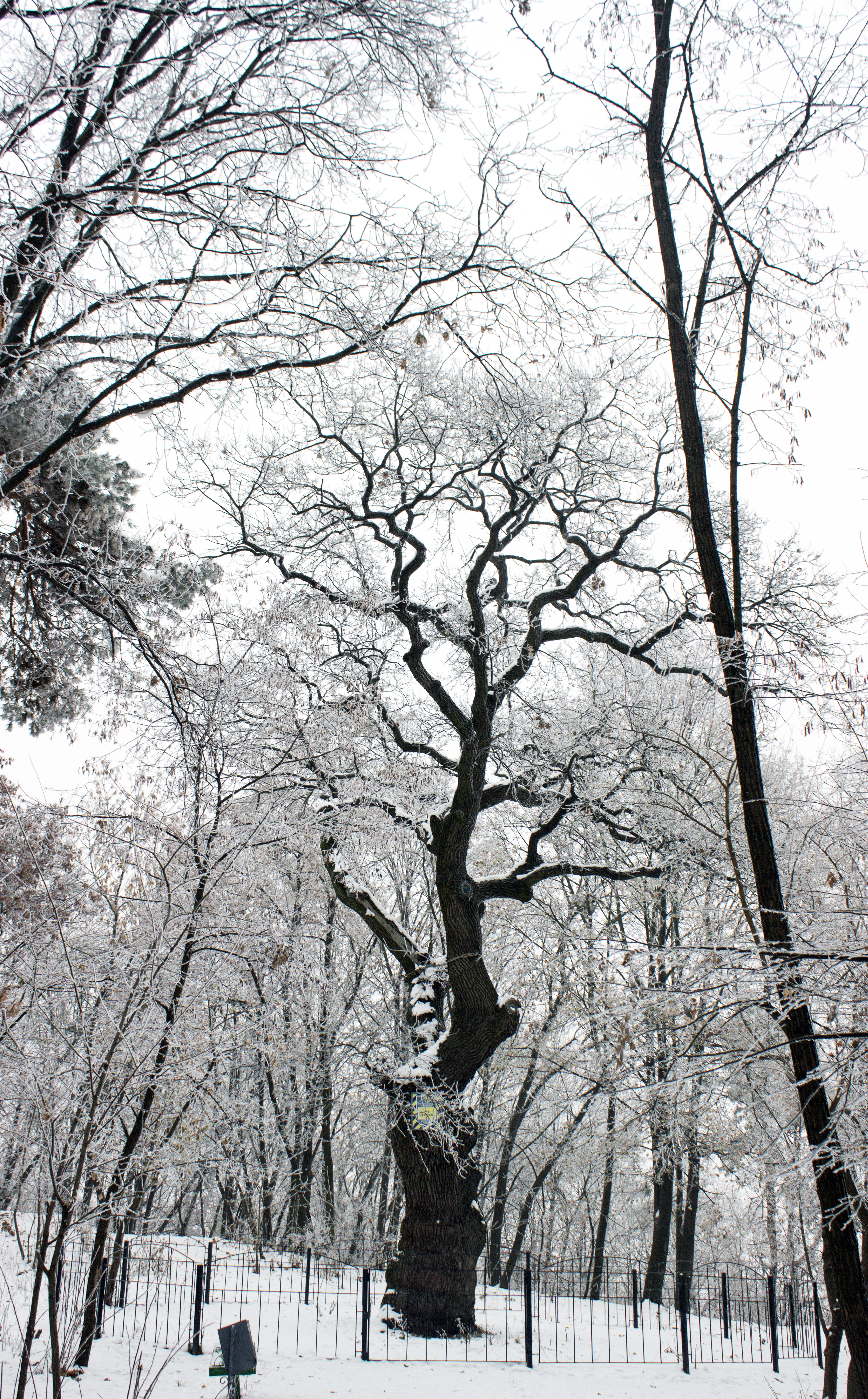
Дуб Шевченка (грудень 2014)